# Йокояма Кумі
Йокояма Кумі (яп. 横山 久美; нар. 13 серпня 1993) — японський футболіст. До 2021 член жіночої збірної Японії.

## Кар'єра в збірній
У червні 2015 року, її викликали до національної збірної Японії на Algarve Cup. На цьому турнірі, 6 березня, вона дебютувала в збірній у поєдинку проти Португалії. У складі японської збірної учасниця жіночого чемпіонату світу 2019 року. З 2015 рік зіграла 43 матчі та відзначилася 17-а голами в національній збірній.

## Статистика виступів
| Збірна Японії | Збірна Японії | Збірна Японії |
| Рік           | Матчі         | Голи          |
| ------------- | ------------- | ------------- |
| 2015          | 5             | 2             |
| 2016          | 8             | 3             |
| 2017          | 11            | 6             |
| 2018          | 11            | 5             |
| 2019          | 8             | 1             |
| Загалом       | 43            | 17            |

## Особисте життя
У червні 2021 року зробив камінг-аут як трансгендерний чоловік.